# 주둥치

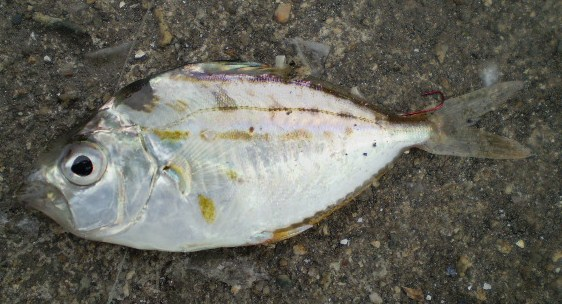
Nuchequula nuchalis

주둥치는 주둥치과의 물고기이다. 몸길이는 14cm 가량이고 머리에 비늘이 없다. 몸빛은 청색을 띤 은백색이며, 입이 신축성이 있어 뻗거나 다물 수 있기 때문에 주둥치로 불린다. 위턱의 뼈와 이마의 뼈를 마찰시켜 소리를 내는 습성이 있다. 한국에서는 서남부, 남해 연안 및 제주도 근해에 많이 서식한다. 북쪽으로는 일본 중부의 근해까지 분포하며, 아프리카 동쪽 연안·홍해·인도양·태평양·남태평양의 타히티 섬까지 분포한다.